# Alexander Caroc

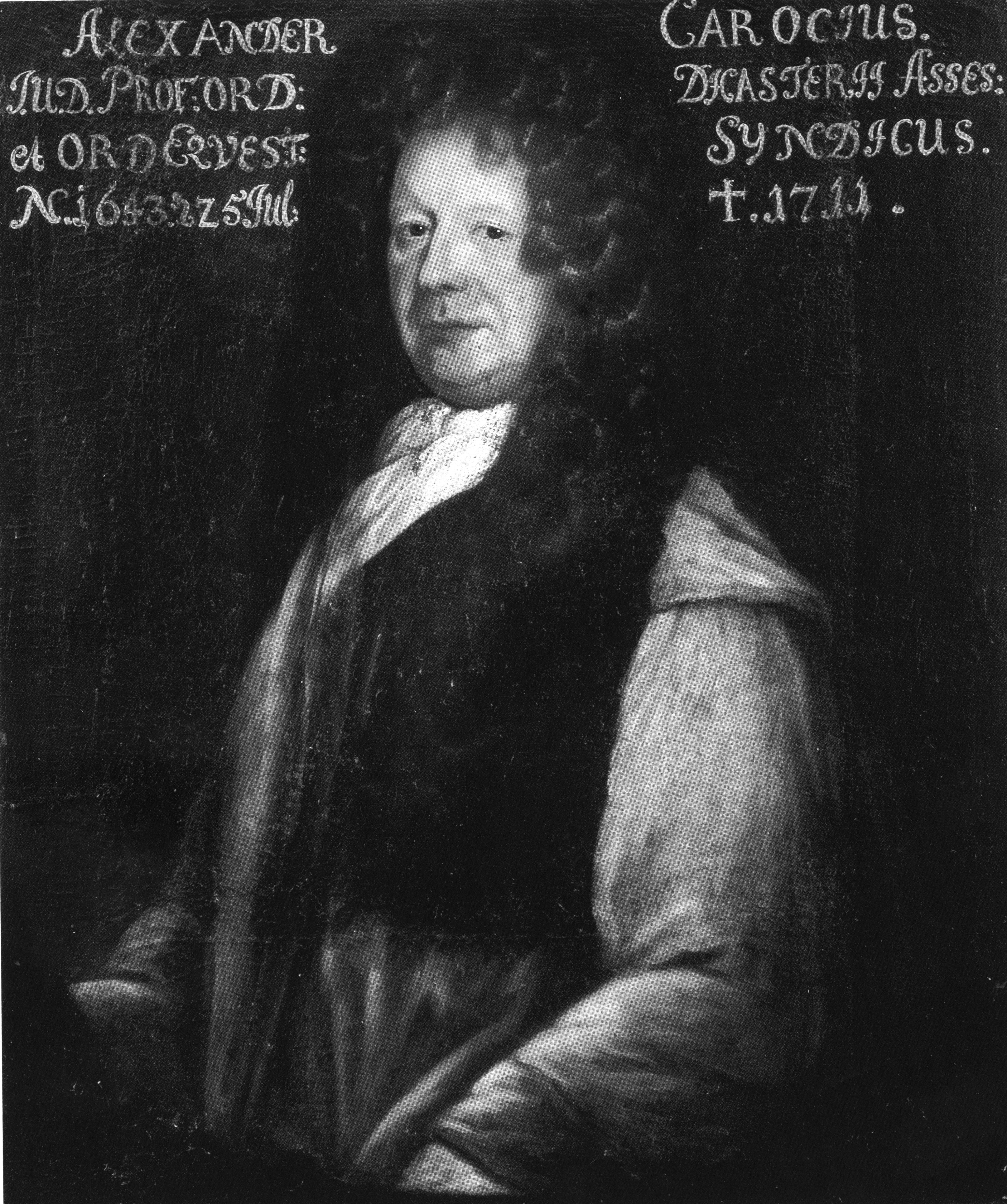
Alexander Caroc

Alexander Caroc (* 25. Juli 1643 in Lassan; † 7. Januar 1711 in Greifswald) war ein deutscher Rechtsgelehrter und Landsyndikus von Schwedisch-Pommern.

## Leben
Alexander Caroc studierte in Leipzig, Rostock, Greifswald, Tübingen und Regensburg. Er wurde 1673 zum außerordentlichen Professor der Rechte in Greifswald ernannt. 1674 erfolgte seine Promotion und 1678 die Ernennung zum ordentlichen Professor der Rechte an der Universität Greifswald. Zusätzlich übernahm er 1680 den Lehrstuhl für Beredsamkeit. Außerdem wurde er 1684 Assessor am Pommerschen Hofgericht. 1696 wurde er Rat der mecklenburgischen Herzöge in Güstrow.
Als er schließlich Anfang des 18. Jahrhunderts das Amt des Landsyndikus für Schwedisch-Pommern übernahm, wurde ihm sein Lehrstuhl an der Universität entzogen, da er diesem wegen seiner zahlreichen Nebenbeschäftigungen kaum noch Zeit widmen konnte. Nach seinem Tod 1711 wurde das Amt des Landsyndikus auf seinen Sohn Georg Adolf Caroc übertragen.